# Ödemark (naturreservat)
Ödemark är ett naturreservat i Ödeshögs kommun i Östergötlands län.
Området är naturskyddat sedan 2003 och är 55 hektar stort. Reservatet omfattar höjder öster om torpet Ödemark. Reservatet består av blandskog med grova gamla lövträd och 200-åriga tallar.